# Derby calcistici in Calabria
I derby calcistici in Calabria sono le sfide che mettono a confronto due squadre di calcio della regione Calabria.
Storicamente, i maggiori eventi calcistici regionali sono le sfide che mettono di fronte Catanzaro, Crotone, Cosenza e Reggina, ovvero le squadre che vantano il maggior numero di tornei disputati nei campionati nazionali.
Gli unici derby disputati in Serie B sono stati quelli che hanno visto fronteggiarsi Catanzaro, Cosenza, Crotone e Reggina, mentre nessun derby calabrese è stato mai disputato in Serie A poiché Catanzaro,  Reggina e Crotone (le uniche società calabresi ad avervi giocato), hanno militato nel massimo livello professionistico in decenni differenti.

## Derby giocati in Serie B
Di seguito viene proposto l'elenco dei derby calcistici tra formazioni calabresi che si sono affrontate in Serie B.

### Catanzaro-Cosenza
La sfida che vede fronteggiarsi le formazioni del Catanzaro e del Cosenza è chiamata “Derby di Calabria” per la fortissima rivalità che intercorre fra le due tifoserie che, unita ai non proprio idilliaci rapporti a livello sociale ed al forte campanilismo fra gli abitanti delle due città e delle due province, ne fa il derby più sentito in assoluto della regione ed uno tra i più sentiti in Italia. La sfida ha origini remote, già nel 1912 si registra il primo incontro, seppur amichevole, fra la neonata società cosentina e la "Juventus", fondata nel 1908, prima società catanzarese nata per praticare il gioco del calcio ed antesignana dell'odierna società.
La prima gara ufficiale risale alla stagione 1930-1931, nell'allora campionato di Prima Divisione. Il 5 ottobre 1930 il Catanzaro vinse per due reti a una, in rimonta, grazie ad una doppietta di Costa, che rispose al vantaggio cosentino siglato dal capitano Cava. La sfida di ritorno terminò in pareggio, 2-2. Il campionato di Serie C 1935-1936 fu teatro delle prime sfide di una certa importanza, e il Catanzaro vinse il match casalingo con l'eclatante risultato di 8-0.
L’annata 1946-1947 è la stagione del primo storico derby calabrese in assoluto giocato nel campionato di Serie B. Nel quarto turno di campionato i Lupi, seguiti da una marea di gente, fanno visita al Catanzaro; il derby incandescente in campo e sugli spalti termina 0-0 grazie all'ottima prestazione del portiere Biasi, cosentino di 19 anni che risulterà al termine del match migliore in campo, guadagnandosi il titolo del Corriere del Sud "Catanzaro - Biasi 0-0". Il ritorno, disputato al Città di Cosenza, terminerà con il punteggio di 1-1.
La prima vittoria in campionato del Cosenza a Catanzaro è datata 12 marzo 1950: nella sfida valida per il campionato di Serie C, i rossoblù si impongono di misura grazie ad una marcatura di Begnini.
La partita giocata a Catanzaro valida per il campionato di Serie C 1958-1959, fu il primo derby calabrese inserito nella schedina del Totocalcio. La gara, che si concluse in pareggio grazie ad una rete per parte, siglate dal catanzarese Rambone e dal cosentino Ardit, fu giocata davanti a ben diecimila spettatori, un record per l'epoca. Prima dell'inizio del match, il sindaco di Catanzaro, Gregorio Morisciano, entrò sul terreno di gioco per offrire un mazzo di fiori a tinte giallorosse al capitano del Cosenza, a simboleggiare la lealtà sportiva che avrebbe dovuto caratterizzare le sfide fra le due formazioni e l'amicizia fra le due città.
Dopo il campionato di Serie B 1963-1964, che registrò un successo per parte delle due squadre che si imposero tra le mura amiche, per ritrovare il Derby di Calabria bisognerà aspettare vent'anni esatti, precisamente il campionato di Serie C1 1984-1985 che vide i giallorossi imporsi all’andata per 4-1 in casa, mentre al ritorno vinsero i rossoblù per 1-0 con rete di Aita allo Stadio San Vito davanti a 20.000 spettatori. Altre sfide di livello risalgono ai campionati di Serie B 1988-1989 e 1989-1990: tre confronti su quattro terminarono a reti inviolate, mentre l'altro fu vinto dal Catanzaro 3-0. Successivamente, le due formazioni si ritroveranno nella Coppa Italia Serie C 1997-1998, dove si registrò un doppio successo del Catanzaro, sia in casa (per 2-1) che a Cosenza (per 1-0).
Ulteriori confronti sono stati giocati nel campionato di Lega Pro Seconda Divisione 2008-2009 (torneo poi vinto dal Cosenza) con il risultato di 0-0 nelle due sfide di andata e ritorno, e nel campionato di Lega Pro 2014-2015: l'andata, giocata a Cosenza, termina a reti inviolate, mentre al ritorno, nel capoluogo, vincono di misura i giallorossi.. Alla medesima stagione risale anche il confronto di Coppa Italia Lega Pro 2014-2015 che ha visto i Lupi sbancare il Ceravolo per 3-1 guadagnando il passaggio del turno, competizione che poi il Cosenza vinse (trionfando in finale sul Como), divenendo la prima e unica squadra calabrese ad aver vinto un trofeo nazionale.
Il Catanzaro, inoltre, tra il 1986 e il 2015 ha mantenuto la porta imbattuta per oltre dieci partite consecutive: dal momentaneo pareggio di Mirabelli al 18' del primo tempo del derby di andata della stagione Serie C1 1986-1987, conclusosi con la vittoria del Catanzaro per 3-1, al gol di Arrighini al 60' del derby di andata della stagione Lega Pro 2015-2016, terminato 1-1 ; il ritorno disputato allo Stadio San Vito di Cosenza terminerà con il medesimo risultato di 1-1 grazie alle reti di La Mantia per i padroni di casa e Patti per gli ospiti. Per la prima volta nella storia, nella stagione 2016-2017, il campionato si apre con il Derby di Calabria alla prima giornata: il 28 agosto 2016 il Cosenza espugna il Ceravolo di Catanzaro con un netto 3-0 grazie alla doppietta del capitano Caccetta e al gol dell'attaccante Gambino.
Il 26 novembre 2023, dopo 33 anni di assenza, ritorna in Serie B il Derby di Calabria. Allo stadio Nicola Ceravolo, davanti ad una cornice di 13.382 spettatori, il Catanzaro fa suo il derby battendo il Cosenza per 2-0 grazie alle reti del capitano nonché catanzarese Pietro Iemmello e di Tommaso Biasci. Nel derby di ritorno, giocato a Cosenza il 3 marzo 2024 davanti a 20.000 spettatori il Catanzaro si ripete con lo stesso risultato, 2-0, e gli stessi marcatori, Iemmello e Biasci.
Nella stagione 2024-2025, il derby d’andata giocato al Marulla di Cosenza nel giorno di Santo Stefano, è terminato in parità con il risultato di 1-1, con le reti di Ciervo su rigore per i padroni di casa e Pompetti per gli ospiti. Il calcio di rigore del giocatore del Cosenza, trasformato nel minuto 105, è la rete più tardiva nella storia della Serie B. Nel derby di ritorno della stessa stagione, le Aquile al Ceravolo piegano i rivali cosentini con uno storico 4-0.
|                                           | Gare | Vittorie Catanzaro | Pareggi | Vittorie Cosenza | Gol Catanzaro | Gol Cosenza |
| Serie B                                   | 16   | 6                  | 9       | 1                | 19            | 6           |
| Prima Divisione/Serie C/Serie C1/Lega Pro | 32   | 14                 | 9       | 9                | 52            | 39          |
| Lega Pro Seconda Divisione                | 2    | 0                  | 2       | 0                | 0             | 0           |
| IV Serie                                  | 2    | 1                  | 1       | 0                | 2             | 1           |
| Totale Campionato                         | 52   | 21                 | 21      | 10               | 73            | 46          |
| Coppa Italia                              | 1    | 1                  | 0       | 0                | 1             | 0           |
| Coppa Italia Serie C/Lega Pro             | 6    | 3                  | 2       | 1                | 8             | 6           |
| Totale Coppe                              | 7    | 4                  | 2       | 1                | 9             | 6           |
| Totale                                    | 59   | 25                 | 23      | 11               | 82            | 52          |

#### Lista dei risultati
Fonti
| Stagione  | Competizione    | Incontro          | A / R | A / R |
| --------- | --------------- | ----------------- | ----- | ----- |
| 1930-1931 | Prima Divisione | Catanzaro-Cosenza | 2-1   | 2-2   |
| 1931-1932 | Prima Divisione | Catanzaro-Cosenza | 2-1   | 0-4   |
| 1932-1933 | Prima Divisione | Catanzaro-Cosenza | 4-0   | 3-2   |
| 1935-1936 | Serie C         | Catanzaro-Cosenza | 8-0   | 3-2   |
| 1945-1946 | Serie C         | Catanzaro-Cosenza | 0-0   | 2-4   |
| 1946-1947 | Serie B         | Catanzaro-Cosenza | 0-0   | 1-1   |
| 1948-1949 | Serie C         | Catanzaro-Cosenza | 3-0   | 1-2   |
| 1949-1950 | Serie C         | Catanzaro-Cosenza | 0-1   | 0-2   |
| 1950-1951 | Serie C         | Catanzaro-Cosenza | 2-0   | 0-2   |
| 1951-1952 | Serie C         | Catanzaro-Cosenza | 3-2   | 1-3   |

| Stagione  | Competizione   | Incontro          | A / R | A / R |
| --------- | -------------- | ----------------- | ----- | ----- |
| 1952-1953 | IV Serie       | Catanzaro-Cosenza | 1-0   | 1-1   |
| 1958-1959 | Coppa Italia   | Catanzaro-Cosenza | 1-0   | 1-0   |
| 1958-1959 | Serie C        | Catanzaro-Cosenza | 1-1   | 0-0   |
| 1961-1962 | Serie B        | Catanzaro-Cosenza | 1-1   | 0-0   |
| 1962-1963 | Serie B        | Catanzaro-Cosenza | 1-0   | 1-1   |
| 1963-1964 | Serie B        | Catanzaro-Cosenza | 2-0   | 1-2   |
| 1984-1985 | Coppa Italia C | Cosenza-Catanzaro | 1-1   | 0-2   |
| 1984-1985 | Serie C1       | Catanzaro-Cosenza | 4-1   | 0-1   |
| 1986-1987 | Serie C1       | Catanzaro-Cosenza | 2-0   | 3-1   |
| 1988-1989 | Serie B        | Catanzaro-Cosenza | 3-0   | 0-0   |
| 1989-1990 | Serie B        | Cosenza-Catanzaro | 0-0   | 0-0   |

| Stagione  | Competizione     | Incontro          | A / R          | A / R          |
| --------- | ---------------- | ----------------- | -------------- | -------------- |
| 1997-1998 | Coppa Italia C   | Catanzaro-Cosenza | 2-1            | 1-0            |
| 2008-2009 | Lega Pro 2ª Div. | Cosenza-Catanzaro | 0-0            | 0-0            |
| 2010-2011 | C. It. Lega Pro  | Cosenza-Catanzaro | 1-1 (5-4 dcr.) | 1-1 (5-4 dcr.) |
| 2014-2015 | C. It. Lega Pro  | Catanzaro-Cosenza | 1-3            | 1-3            |
| 2014-2015 | Lega Pro         | Cosenza-Catanzaro | 0-0            | 0-1            |
| 2015-2016 | Lega Pro         | Catanzaro-Cosenza | 1-1            | 1-1            |
| 2016-2017 | Lega Pro         | Catanzaro-Cosenza | 0-3            | 1-1            |
| 2017-2018 | Serie C          | Catanzaro-Cosenza | 2-1            | 0-0            |
| 2023-2024 | Serie B          | Catanzaro-Cosenza | 2-0            | 2-0            |
| 2024-2025 | Serie B          | Cosenza-Catanzaro | 1-1            | 0-4            |

#### Marcatori
Fonti
| Gol |  |  | Giocatore        | Squadra   |
| --- |  |  | ---------------- | --------- |
| 5   |  |  | Alberto Costa    | Catanzaro |
| 5   |  |  | Massimo Palanca  | Catanzaro |
| 4   |  |  | Cesare Olivini   | Cosenza   |
| 4   |  |  | Angelo Prandoni  | Catanzaro |
| 4   |  |  | Mario Polacchi   | Cosenza   |
| 3   |  |  | Edoardo Barberio | Catanzaro |
| 3   |  |  | Emilio Massironi | Catanzaro |
| 3   |  |  | Leonardo Surro   | Catanzaro |
| 3   |  |  | Pietro Iemmello  | Catanzaro |

#### Doppiette
- 2  Alberto Costa (Catanzaro)
- 2  Angelo Prandoni (Catanzaro)
- 1  Alfredo Capone (Cosenza)
- 1  E. Geraci (Cosenza)
- 1  Massimo Palanca (Catanzaro)
- 1  Pierantonio Sassano (Cosenza)
- 1  Cristian Caccetta (Cosenza)

#### Triplette
- 1  Cesare Olivini (Cosenza)
- 1  Massimo Palanca (Catanzaro)
- 1  Leonardo Surro (Catanzaro)

### Catanzaro-Reggina
Il derby fra Catanzaro e Reggina è soprannominato "u classicu" (il classico in dialetto calabrese). Tale partita è uno degli incontri principali in ambito regionale, poiché mette a confronto due delle tre realtà che durante la loro storia hanno rappresentato la Calabria sui campi della Serie A, e che sono emanazione dei principali centri politici-amministrativi e demografici della regione. Inoltre, Reggina-Catanzaro è il derby calabrese maggiormente disputato in Serie B (a pari merito con Cosenza-Reggina), con 20 incontri. Fra le tifoserie c'è inizialmente stata un'amicizia, poi rotta e ora sostituita da una forte rivalità. Il derby ha tuttavia vissuto particolari momenti di tensione in concomitanza della disputa che nel 1970 decretò capoluogo di regione Catanzaro, e concomitante con i Moti di Reggio.
Il primo doppio confronto fra le due compagini risale al campionato di Prima Divisione 1930-1931. Il 30 novembre 1930 la Reggina batté in casa per due reti a zero l'allora Catanzarese, che tuttavia vinse di misura la gara di ritorno giocata il 22 marzo dell'anno successivo. I primi derby in Serie C arrivarono nel campionato 1945-1946. Allora il Catanzaro vinse tutte e due le gare del doppio confronto, preludio tuttavia a quattro vittorie reggine consecutive nelle due stagioni successive.
Nella Serie C 1951-1952, la società dello Stretto si rese responsabile di un caso di corruzione: in occasione della trasferta a Catanzaro, un dirigente della club cercò di corrompere il calciatore catanzarese Ziletti per indurlo ad agevolare la Reggina nell'imminente partita. Il tentativo di illecito venne scoperto e la squadra amaranto, penalizzata di ben 17 punti, retrocesse nel campionato di IV Serie.
Il derby vinto da una delle due compagini con maggior reti di scarto risale proprio al campionato successivo: il 29 marzo del 1953 il Catanzaro vinse 5-0 il confronto casalingo valido per la ventiseiesima giornata. Al termine della stagione i giallorossi vinceranno il titolo di IV Serie, in finale contro la Carrarese, laureandosi campioni nazionali di categoria, mentre i reggini si salveranno per un solo punto ai danni dei corregionali del Cosenza.
Per avere il primo confronto nella serie cadetta, bisognerà attendere la stagione 1965-1966; una vittoria a testa nel doppio confronto, che aprirà una serie consecutiva di derby giocati in Serie B durata fino al campionato 1973-1974. Dopo quattro partite disputate in Serie C1, da segnalare il 4-2 del Catanzaro sugli amaranto datato 24 marzo 1985, che ad oggi detiene il record di derby con più marcature totali, le due formazioni incroceranno i propri destini ancora in Serie B e nella Coppa Italia di Serie C, prima di ritrovarsi nella stagione 2014-2015, a oltre vent'anni di distanza dall'ultimo confronto.
|                                           | Gare | Vittorie Reggina | Pareggi | Vittorie Catanzaro | Gol Reggina | Gol Catanzaro |
| Serie B                                   | 20   | 7                | 10      | 3                  | 20          | 16            |
| Prima Divisione/Serie C/Serie C1/Lega Pro | 36   | 16               | 6       | 14                 | 45          | 42            |
| IV Serie                                  | 2    | 0                | 1       | 1                  | 0           | 5             |
| Totale Campionato                         | 58   | 23               | 17      | 18                 | 65          | 63            |
| Coppa Italia                              | 1    | 0                | 0       | 1                  | 0           | 1             |
| Coppa Italia Serie C                      | 3    | 1                | 1       | 1                  | 4           | 3             |
| Totale Coppe                              | 4    | 1                | 1       | 2                  | 4           | 4             |
| Totale                                    | 62   | 24               | 18      | 20                 | 69          | 67            |

#### Lista dei risultati
| Stagione  | Competizione    | Incontro            | A / R | A / R |
| --------- | --------------- | ------------------- | ----- | ----- |
| 1930-1931 | Prima Divisione | Reggina-Catanzarese | 2-0   | 0-1   |
| 1931-1932 | Prima Divisione | Catanzarese-Reggina | 2-2   | 0-0   |
| 1932-1933 | Prima Divisione | Reggina-Catanzarese | 1-2   | 1-0   |
| 1945-1946 | Serie C         | Reggina-Catanzaro   | 1-2   | 1-3   |
| 1948-1949 | Serie C         | Catanzaro-Reggina   | 1-2   | 1-2   |
| 1949-1950 | Serie C         | Reggina-Catanzaro   | 3-0   | 2-1   |
| 1950-1951 | Serie C         | Reggina-Catanzaro   | 1-1   | 1-2   |
| 1951-1952 | Serie C         | Catanzaro-Reggina   | 1-0   | 1-2   |
| 1952-1953 | IV Serie        | Reggina-Catanzaro   | 0-0   | 0-5   |
| 1956-1957 | Serie C         | Reggina-Catanzaro   | 1-0   | 1-2   |
| 1957-1958 | Serie C         | Reggina-Catanzaro   | 2-1   | 1-2   |

| Stagione  | Competizione | Incontro          | A / R | A / R |
| --------- | ------------ | ----------------- | ----- | ----- |
| 1958-1959 | Serie C      | Reggina-Catanzaro | 1-0   | 1-2   |
| 1965-1966 | Serie B      | Reggina-Catanzaro | 1-0   | 1-2   |
| 1966-1967 | Serie B      | Reggina-Catanzaro | 1-1   | 1-1   |
| 1967-1968 | Serie B      | Reggina-Catanzaro | 1-0   | 1-1   |
| 1968-1969 | Serie B      | Reggina-Catanzaro | 2-1   | 0-0   |
| 1969-1970 | Serie B      | Catanzaro-Reggina | 2-0   | 0-0   |
| 1970-1971 | Serie B      | Reggina-Catanzaro | 1-0   | 1-1   |
| 1972-1973 | Serie B      | Reggina-Catanzaro | 1-1   | 2-2   |
| 1973-1974 | Coppa Italia | Catanzaro-Reggina | 1-0   | 1-0   |
| 1973-1974 | Serie B      | Reggina-Catanzaro | 1-0   | 1-2   |

| Stagione  | Competizione         | Incontro          | A / R | A / R |
| --------- | -------------------- | ----------------- | ----- | ----- |
| 1984-1985 | Serie C1             | Reggina-Catanzaro | 1-1   | 2-4   |
| 1986-1987 | Serie C1             | Reggina-Catanzaro | 1-1   | 0-2   |
| 1988-1989 | Serie B              | Reggina-Catanzaro | 0-0   | 2-1   |
| 1989-1990 | Serie B              | Reggina-Catanzaro | 3-1   | 0-0   |
| 1992-1993 | Coppa Italia Serie C | Catanzaro-Reggina | 1-1   | 2-1   |
| 1993-1994 | Coppa Italia Serie C | Reggina-Catanzaro | 2-0   | 2-0   |
| 2014-2015 | Lega Pro             | Catanzaro-Reggina | 1-0   | 1-3   |
| 2016-2017 | Lega Pro             | Catanzaro-Reggina | 1-1   | 0-1   |
| 2017-2018 | Serie C              | Reggina-Catanzaro | 2-1   | 1-0   |
| 2018-2019 | Serie C              | Catanzaro-Reggina | 1-0   | 4-3   |
| 2019-2020 | Serie C              | Reggina-Catanzaro | 1-0   | 1-0   |

### Cosenza-Reggina
Il derby tra le formazioni del Cosenza e della Reggina è sicuramente uno dei più sentiti in ambito regionale, essendo anche il confronto più disputato con ben 99 incontri ufficiali, di cui 20 giocati in Serie B. Fra le due tifoserie esiste una storica rivalità che ebbe il suo apice a cavallo fra gli anni ottanta e novanta (periodo in cui le due squadre lottavano tra di loro per la promozione in Serie A), nata per motivi campanilistici ma soprattutto politici. La partita registra sempre una forte tensione fra le due fazioni.
Il primo derby ufficiale si giocò nel 1929, nel Direttorio Meridionale del campionato di Seconda Divisione. Al termine del torneo i reggini si piazzarono al secondo posto, con 28 punti, mentre i silani al settimo posto con 17 punti. Nel girone finale la Reggina diventò campione di Seconda Divisione, e fu ammessa di diritto nel campionato di Prima Divisione 1930-1931.
Nel campionato di Prima Divisione 1933-1934, le due squadre si classificheranno al quarto e quinto posto con un solo punto di distacco. I primi derby giocati in Serie C li si ritroveranno nel campionato 1938-1939; l'incontro di andata viene vinto dal Cosenza per quattro reti a zero, mentre il ritorno, giocato a Reggio Calabria, terminerà 1-1. I cosentini si piazzeranno noni in classifica, mentre l'allora Dominante terminerà il torneo in undicesima posizione. Le due formazioni retrocederanno in IV Serie nel 1952, e nel campionato successivo saranno inserite nel girone H. La Reggina riuscirà a salvarsi al termine del campionato per un solo punto, proprio ai danni dei rivali cosentini, che tuttavia verranno ripescati.
Il derby torna a giocarsi in Serie C nel campionato 1958-1959, ed il verdetto del campo premierà il Cosenza, che vince di misura entrambi gli incontri. Nella stagione successiva la Reggina sbanca la città bruzia vincendo per una rete a zero, mentre a Reggio sarà pari a reti inviolate; tuttavia il Cosenza al termine del campionato conquisterà la promozione in Serie B. Nel campionato 1964-1965 sarà situazione invertita, e gli amaranto conquisteranno la promozione nella serie cadetta.
Nel campionato di Serie B 1988-1989 si giocarono i primi confronti nel secondo livello del calcio nazionale. Il 23 ottobre 1988 il Cosenza vinse al San Vito per tre reti a una, la gara di ritorno terminerà invece con un pareggio senza reti. Tra il 1988 ed il 1999 la Reggina ed il Cosenza disputeranno sei campionati di Serie B di fila ed il computo totale dei derby giocati darà ragione alla squadra reggina, che vincerà quattro incontri contro uno solo vinto dal Cosenza ed a fronte di sette pareggi, tra i quali sei 0-0 di fila tra il 1989 e il 1996. Nella stagione 1999-2000 le due formazioni si incontreranno per la prima volta in Coppa Italia, con la Reggina che porterà a casa il doppio confronto, vincendo entrambe le partite col risultato di una rete a zero. Gli ultimi derby in Serie B di questo periodo risalgono alla stagione 2001-2002, al termine della quale i reggini ritorneranno in Serie A.
I derby tra le due compagini sono tornati nel campionato di Lega Pro 2014-2015, a distanza di più di 20 anni: una vittoria a testa, 3-0 a Reggio per gli amaranto nella gara di andata e 2-0 per i Lupi a Cosenza nel match di ritorno.
Prima del fallimento e del declassamento in Serie D della Reggina, nella stagione di Serie B 2022-2023 la sfida di andata, giocata al Granillo, vide prevalere gli amaranto per 3-0. Al ritorno, il 28 febbraio 2023, al Marulla furono invece i rossoblù ad avere la meglio, compiendo una clamorosa rimonta da ultimi in classifica grazie alla doppietta di Nasti nei minuti di recupero del secondo tempo e vincendo 2-1, iniziando la cavalcata che li porterà poi alla salvezza.
|                                           | Gare | Vittorie Reggina | Pareggi | Vittorie Cosenza | Gol Reggina | Gol Cosenza |
| Serie B                                   | 20   | 8                | 9       | 3                | 16          | 11          |
| Prima Divisione/Serie C/Serie C1/Lega Pro | 50   | 13               | 19      | 18               | 45          | 59          |
| Seconda Divisione/IV Serie                | 10   | 4                | 1       | 5                | 12          | 19          |
| Totale Campionato                         | 80   | 25               | 29      | 26               | 73          | 89          |
| Coppa Italia                              | 2    | 2                | 0       | 0                | 2           | 0           |
| Coppa Italia Semiprof./Serie C/Lega Pro   | 17   | 8                | 5       | 4                | 26          | 14          |
| Totale Coppe                              | 19   | 10               | 5       | 4                | 28          | 14          |
| Totale                                    | 99   | 35               | 34      | 30               | 101         | 103         |

#### Lista dei risultati
| Stagione  | Competizione      | Incontro             | A / R | A / R |
| --------- | ----------------- | -------------------- | ----- | ----- |
| 1929-1930 | Seconda Divisione | Reggina-Cosenza      | 1-0   | 2-1   |
| 1930-1931 | Prima Divisione   | Cosenza-Reggina      | 0-2   | 1-2   |
| 1931-1932 | Prima Divisione   | Reggina-Cosenza      | 4-1   | 0-1   |
| 1932-1933 | Prima Divisione   | Reggina-Cosenza      | 1-4   | 3-1   |
| 1933-1934 | Prima Divisione   | Reggina-Cosenza      | 1-1   | 0-2   |
| 1934-1935 | Prima Divisione   | Cosenza-Reggina      | 4-0   | 2-0   |
| 1938-1939 | Serie C           | Cosenza-La Dominante | 4-0   | 1-1   |
| 1945-1946 | Serie C           | Reggina-Cosenza      | 1-1   | 0-3   |
| 1948-1949 | Serie C           | Reggina-Cosenza      | 2-2   | 3-1   |
| 1949-1950 | Serie C           | Reggina-Cosenza      | 0-0   | 0-4   |
| 1950-1951 | Serie C           | Reggina-Cosenza      | 1-1   | 1-3   |
| 1951-1952 | Serie C           | Cosenza-Reggina      | 3-3   | 2-1   |
| 1952-1953 | IV Serie          | Reggina-Cosenza      | 0-0   | 1-3   |
| 1953-1954 | IV Serie          | Reggina-Cosenza      | 1-0   | 1-2   |
| 1954-1955 | IV Serie          | Reggina-Cosenza      | 1-2   | 1-6   |
| 1955-1956 | IV Serie          | Reggina-Cosenza      | 3-0   | 1-5   |

| Stagione  | Competizione         | Incontro        | A / R | A / R   |
| --------- | -------------------- | --------------- | ----- | ------- |
| 1958-1959 | Serie C              | Cosenza-Reggina | 1-0   | 1-0     |
| 1959-1960 | Serie C              | Cosenza-Reggina | 1-0   | 0-0     |
| 1960-1961 | Serie C              | Cosenza-Reggina | 0-1   | 0-1     |
| 1964-1965 | Serie C              | Reggina-Cosenza | 1-1   | 1-0     |
| 1975-1976 | Serie C              | Cosenza-Reggina | 0-0   | 0-2     |
| 1976-1977 | Coppa Italia Sem.    | Reggina-Cosenza | 0-0   | 2-2     |
| 1976-1977 | Serie C              | Reggina-Cosenza | 2-0   | 0-2     |
| 1977-1978 | Coppa Italia Sem.    | Cosenza-Reggina | 0-2   | 1-2     |
| 1979-1980 | Coppa Italia Sem.    | Cosenza-Reggina | 0-0   | 0-1     |
| 1980-1981 | Coppa Italia Sem.    | Cosenza-Reggina | 1-0   | 0-1     |
| 1980-1981 | Serie C1             | Reggina-Cosenza | 0-0   | 0-0     |
| 1981-1982 | Coppa Italia Serie C | Reggina-Cosenza | 4-1   | 0-0     |
| 1982-1983 | Serie C1             | Cosenza-Reggina | 2-0   | 0-0     |
| 1983-1984 | Coppa Italia Serie C | Reggina-Cosenza | 0-0   | 4-2 dcr |
| 1984-1985 | Serie C1             | Cosenza-Reggina | 2-0   | 1-2     |
| 1985-1986 | Coppa Italia Serie C | Cosenza-Reggina | 2-1   | 1-0     |

| Stagione  | Competizione          | Incontro        | A / R     | A / R     |
| --------- | --------------------- | --------------- | --------- | --------- |
| 1986-1987 | Coppa Italia Serie C  | Reggina-Cosenza | 4-0       | 3-0       |
| 1986-1987 | Serie C1              | Reggina-Cosenza | 1-1       | 0-0       |
| 1987-1988 | Serie C1              | Reggina-Cosenza | 2-0       | 0-0       |
| 1988-1989 | Serie B               | Cosenza-Reggina | 3-1       | 0-0       |
| 1989-1990 | Serie B               | Cosenza-Reggina | 0-0       | 0-0       |
| 1990-1991 | Serie B               | Cosenza-Reggina | 0-0       | 0-0       |
| 1995-1996 | Serie B               | Reggina-Cosenza | 0-0       | 0-2       |
| 1996-1997 | Serie B               | Cosenza-Reggina | 0-0       | 0-1       |
| 1998-1999 | Serie B               | Reggina-Cosenza | 2-1       | 2-1       |
| 1999-2000 | Coppa Italia          | Reggina-Cosenza | 1-0       | 1-0       |
| 2001-2002 | Serie B               | Cosenza-Reggina | 0-1       | 0-1       |
| 2014-2015 | Coppa Italia Lega Pro | Cosenza-Reggina | 4-2 (dcr) | 4-2 (dcr) |
| 2014-2015 | Lega Pro              | Reggina-Cosenza | 3-0       | 0-2       |
| 2016-2017 | Lega Pro              | Reggina-Cosenza | 0-0       | 2-2       |
| 2017-2018 | Serie C               | Reggina-Cosenza | 0-1       | 1-1       |
| 2020-2021 | Serie B               | Reggina-Cosenza | 0-0       | 2-2       |
| 2021-2022 | Serie B               | Cosenza-Reggina | 0-1       | 0-1       |
| 2022-2023 | Serie B               | Reggina-Cosenza | 3-0       | 1-2       |

### Crotone-Reggina
Il "Derby della Magna Grecia", ovvero Reggina-Crotone, è disputato in Serie B a partire dal 2001. Nel 2010 la vittoria della Reggina nel derby rallentò la rincorsa del club di Crotone verso i play-off. Un'altra vittoria della Reggina vi fu in Coppa Italia nel 2013 per 1-0. La vittoria del Crotone in casa della Reggina per 4-1, sancì la retrocessione in Serie C della società dello stretto. Ad oggi sono stati quattordici gli incontri in Serie B, trentuno in Serie C e due in Coppa Italia  2006-2007 e nel 2013-2014.
|                      | Gare | Vittorie Reggina | Pareggi | Vittorie Crotone | Gol Reggina | Gol Crotone |
| Serie B              | 14   | 4                | 8       | 2                | 14          | 14          |
| Serie C              | 31   | 15               | 8       | 8                | 36          | 22          |
| IV Serie             | 8    | 2                | 3       | 3                | 10          | 10          |
| Totale Campionato    | 53   | 21               | 19      | 13               | 60          | 46          |
| Coppa Italia         | 1    | 1                | 0       | 0                | 1           | 0           |
| Coppa Italia Serie C | 2    | 0                | 2       | 0                | 1           | 1           |
| Totale Coppe         | 3    | 1                | 2       | 0                | 2           | 1           |
| Totale               | 56   | 22               | 21      | 13               | 62          | 47          |

#### Lista dei risultati
Fonti
| Stagione  | Competizione | Incontro        | A / R | A / R |
| --------- | ------------ | --------------- | ----- | ----- |
| 1945-1946 | Serie C      | Crotone-Reggina | 2-0   | 1-3   |
| 1946-1947 | Serie C      | Crotone-Reggina | 0-0   | 0-1   |
| 1946-1947 | Play-off     | Reggina-Crotone | 2-0   | 2-0   |
| 1948-1949 | Serie C      | Crotone-Reggina | 2-2   | 0-3   |
| 1949-1950 | Serie C      | Reggina-Crotone | 0-0   | 1-0   |
| 1950-1951 | Serie C      | Reggina-Crotone | 3-0   | 1-1   |
| 1951-1952 | Serie C      | Crotone-Reggina | 5-1   | 0-3   |
| 1952-1953 | IV Serie     | Crotone-Reggina | 2-1   | 4-3   |
| 1953-1954 | IV Serie     | Reggina-Crotone | 1-0   | 1-1   |

| Stagione  | Competizione | Incontro        | A / R | A / R |
| --------- | ------------ | --------------- | ----- | ----- |
| 1954-1955 | IV Serie     | Reggina-Crotone | 0-0   | 1-2   |
| 1955-1956 | IV Serie     | Reggina-Crotone | 2-0   | 1-1   |
| 1959-1960 | Serie C      | Crotone-Reggina | 1-0   | 0-1   |
| 1960-1961 | Serie C      | Crotone-Reggina | 1-1   | 0-1   |
| 1961-1962 | Serie C      | Reggina-Crotone | 1-0   | 0-0   |
| 1962-1963 | Serie C      | Reggina-Crotone | 1-0   | 1-2   |
| 1964-1965 | Serie C      | Reggina-Crotone | 0-0   | 0-1   |
| 1974-1975 | Serie C      | Crotone-Reggina | 2-1   | 1-3   |
| 1975-1976 | Serie C      | Reggina-Crotone | 1-0   | 0-1   |

| Stagione  | Competizione         | Incontro        | A / R | A / R |
| --------- | -------------------- | --------------- | ----- | ----- |
| 1976-1977 | Coppa Italia Serie C | Crotone-Reggina | 0-0   | 1-1   |
| 1976-1977 | Serie C              | Crotone-Reggina | 2-1   | 0-2   |
| 1977-1978 | Serie C              | Crotone-Reggina | 0-0   | 0-2   |
| 2001-2002 | Serie B              | Crotone-Reggina | 1-2   | 0-2   |
| 2009-2010 | Serie B              | Crotone-Reggina | 1-1   | 0-1   |
| 2010-2011 | Serie B              | Reggina-Crotone | 0-0   | 0-0   |
| 2011-2012 | Serie B              | Crotone-Reggina | 1-1   | 1-1   |
| 2012-2013 | Serie B              | Reggina-Crotone | 1-1   | 2-2   |
| 2013-2014 | Coppa Italia         | Reggina-Crotone | 1-0   | 1-0   |
| 2013-2014 | Serie B              | Crotone-Reggina | 2-0   | 4-1   |
| 2021-2022 | Serie B              | Crotone-Reggina | 1-1   | 0-1   |

### Cosenza-Crotone
Altro derby calabrese disputato in Serie B è quello tra Cosenza e Crotone. Derby che, a differenza dei precedenti, è privo di rivalità, poiché tra le due tifoserie intercorre un rapporto d'amicizia. 
Dopo 16 anni di assenza, il derby è tornato a giocarsi nella stagione 2018-2019, in cui il Cosenza ha vinto sia nel girone di andata che di ritorno per 1 a 0. Dopo il doppio confronto nella stagione 2019-2020, le due squadre si sono affrontate nuovamente nel campionato 2021-2022. L'ultimo incontro si è disputato allo Scida di Crotone con un pirotecnico 3-3.
|                                 | Gare | Vittorie Cosenza | Pareggi | Vittorie Crotone | Gol Cosenza | Gol Crotone |
| Serie B                         | 10   | 7                | 2       | 1                | 13          | 4           |
| Serie C                         | 38   | 17               | 14      | 7                | 42          | 27          |
| Serie C2                        | 2    | 0                | 2       | 0                | 2           | 2           |
| IV Serie                        | 10   | 4                | 5       | 1                | 12          | 10          |
| Totale Campionato               | 60   | 28               | 23      | 9                | 69          | 43          |
| Coppa Italia                    | 1    | 0                | 1       | 0                | 0           | 0           |
| Coppa Italia Semiprofessionisti | 2    | 0                | 1       | 1                | 2           | 4           |
| Totale Coppe                    | 3    | 0                | 2       | 1                | 2           | 4           |
| Totale                          | 63   | 28               | 25      | 10               | 71          | 47          |

#### Lista dei risultati
| Stagione  | Competizione | Incontro        | A / R | A / R |
| --------- | ------------ | --------------- | ----- | ----- |
| 1945-1946 | Serie C      | Cosenza-Crotone | 2-0   | 1-1   |
| 1948-1949 | Serie C      | Cosenza-Crotone | 3-1   | 1-1   |
| 1949-1950 | Serie C      | Crotone-Cosenza | 3-1   | 0-1   |
| 1950-1951 | Serie C      | Cosenza-Crotone | 2-0   | 1-0   |
| 1951-1952 | Serie C      | Cosenza-Crotone | 2-1   | 1-1   |
| 1952-1953 | IV Serie     | Cosenza-Crotone | 1-0   | 2-2   |
| 1953-1954 | IV Serie     | Cosenza-Crotone | 1-1   | 0-0   |
| 1954-1955 | IV Serie     | Cosenza-Crotone | 2-1   | 2-1   |
| 1955-1956 | IV Serie     | Cosenza-Crotone | 3-1   | 0-0   |
| 1956-1957 | IV Serie     | Cosenza-Crotone | 1-1   | 0-3   |
| 1959-1960 | Serie C      | Cosenza-Crotone | 0-0   | 1-1   |

| Stagione  | Competizione | Incontro        | A / R | A / R |
| --------- | ------------ | --------------- | ----- | ----- |
| 1960-1961 | Serie C      | Crotone-Cosenza | 2-3   | 0-2   |
| 1964-1965 | Serie C      | Cosenza-Crotone | 2-0   | 1-1   |
| 1965-1966 | Serie C      | Crotone-Cosenza | 0-0   | 1-3   |
| 1966-1967 | Serie C      | Cosenza-Crotone | 1-0   | 0-1   |
| 1967-1968 | Serie C      | Crotone-Cosenza | 0-0   | 0-0   |
| 1968-1969 | Serie C      | Crotone-Cosenza | 0-0   | 0-2   |
| 1969-1970 | Serie C      | Cosenza-Crotone | 0-0   | 0-3   |
| 1970-1971 | Serie C      | Crotone-Cosenza | 0-0   | 0-2   |
| 1971-1972 | Serie C      | Cosenza-Crotone | 1-0   | 1-0   |
| 1972-1973 | Serie C      | Crotone-Cosenza | 1-0   | 0-3   |

| Stagione  | Competizione           | Incontro        | A / R | A / R |
| --------- | ---------------------- | --------------- | ----- | ----- |
| 1973-1974 | Coppa Italia Semiprof. | Crotone-Cosenza | 2-2   | 2-0   |
| 1973-1974 | Serie C                | Cosenza-Crotone | 1-2   | 1-1   |
| 1975-1976 | Serie C                | Cosenza-Crotone | 0-0   | 1-3   |
| 1976-1977 | Serie C                | Crotone-Cosenza | 3-0   | 0-2   |
| 1978-1979 | Serie C2               | Cosenza-Crotone | 0-0   | 2-2   |
| 2000-2001 | Serie B                | Cosenza-Crotone | 3-0   | 1-0   |
| 2001-2002 | Serie B                | Crotone-Cosenza | 0-2   | 0-1   |
| 2002-2003 | Coppa Italia           | Crotone-Cosenza | 0-0   | 0-0   |
| 2018-2019 | Serie B                | Crotone-Cosenza | 0-1   | 0-1   |
| 2019-2020 | Serie B                | Crotone-Cosenza | 0-0   | 1-0   |
| 2021-2022 | Serie B                | Cosenza-Crotone | 1-0   | 3-3   |

### Catanzaro-Crotone
Il "Derby dell'ex Provincia di Catanzaro". In totale Catanzaro-Crotone si sono incontrate per ventotto volte: quattro gare in Serie B, quattordici volte in Serie C, sei volte in Coppa Italia Serie C, due volte in Serie C1, Serie C2 e IV Serie.
I risultati inoltre sono di undici pareggi, nove vittorie del Catanzaro e nove del Crotone, 42 gol del Crotone e 41 del Catanzaro.
Il 10 ottobre 2003 i due club si incontrano nella Serie C, una vittoria per il Catanzaro per 3-2 e un pareggio per 1-1 a Crotone
Il derby del 17 Ottobre 2005, vinto per 1-0 dal Catanzaro. Le due tifoserie sono molto rivali, prima della gara cinque tifosi del Crotone sono rimasti feriti, non in maniera grave, alcuni tifosi del Catanzaro avrebbero lanciato oggetti contro automobili, furgone e pullman degli avversari.
L'ultimo derby si è disputato allo Scida il 13 marzo 2023 ed è terminato 1-1.
|                      | Gare | Vittorie Catanzaro | Pareggi | Vittorie Crotone | Gol Catanzaro | Gol Crotone |
| Serie B              | 4    | 1                  | 1       | 2                | 4             | 7           |
| Serie C/Serie C1     | 16   | 6                  | 9       | 1                | 26            | 20          |
| Serie C2             | 2    | 1                  | 0       | 1                | 1             | 2           |
| IV Serie             | 2    | 0                  | 0       | 2                | 1             | 3           |
| Totale Campionato    | 24   | 8                  | 10      | 6                | 32            | 32          |
| Coppa Italia Serie C | 6    | 1                  | 2       | 3                | 9             | 10          |
| Totale Coppe         | 6    | 1                  | 2       | 3                | 9             | 10          |
| Totale               | 30   | 9                  | 12      | 9                | 41            | 42          |

#### Lista dei risultati
| Stagione  | Competizione         | Incontro          | A / R | A / R |
| --------- | -------------------- | ----------------- | ----- | ----- |
| 1945-1946 | Serie C              | Catanzaro-Crotone | 1-1   | 2-1   |
| 1947-1948 | Serie C              | Crotone-Catanzaro | 1-1   | 1-3   |
| 1948-1949 | Serie C              | Catanzaro-Crotone | 3-2   | 1-1   |
| 1949-1950 | Serie C              | Crotone-Catanzaro | 1-1   | 2-2   |
| 1950-1951 | Serie C              | Crotone-Catanzaro | 1-1   | 0-1   |
| 1951-1952 | Serie C              | Catanzaro-Crotone | 2-2   | 1-3   |
| 1952-1953 | IV Serie             | Catanzaro-Crotone | 0-1   | 1-2   |
| 1997-1998 | Coppa Italia Serie C | Catanzaro-Crotone | 3-0   | 3-0   |
| 1997-1998 | Serie C2             | Catanzaro-Crotone | 1-0   | 0-2   |

| Stagione  | Competizione          | Incontro          | A / R | A / R |
| --------- | --------------------- | ----------------- | ----- | ----- |
| 1998-1999 | Coppa Italia Serie C  | Catanzaro-Crotone | 1-1   | 1-1   |
| 1999-2000 | Coppa Italia Serie C  | Crotone-Catanzaro | 2-0   | 2-0   |
| 2003-2004 | Coppa Italia Serie C  | Crotone-Catanzaro | 2-1   | 2-1   |
| 2003-2004 | Serie C1              | Catanzaro-Crotone | 3-2   | 1-1   |
| 2004-2005 | Serie B               | Crotone-Catanzaro | 2-2   | 3-0   |
| 2005-2006 | Serie B               | Catanzaro-Crotone | 1-0   | 1-2   |
| 2007-2008 | Coppa Italia Serie C  | Catanzaro-Crotone | 2-2   | 2-2   |
| 2008-2009 | Coppa Italia Lega Pro | Crotone-Catanzaro | 3-2   | 3-2   |
| 2022-2023 | Serie C               | Catanzaro-Crotone | 2-0   | 1-1   |

## Altri derby rilevanti

### Catanzaro-Vigor Lamezia
Sono ventidue gli incontri nel Derby dell'attuale Provincia di Catanzaro, tra il Catanzaro e la Vigor Lamezia. È denominato derby dei due mari.
Il primo derby ufficiale ebbe inizio nella Serie C 1947-1948. Le due squadre nel campionato di Serie C2 1991-1992 si affrontano nuovamente, il 27 ottobre del 1991, 1-1 per i due club, quella di ritorno finisce 0-0. Un altro 0-0 nella Coppa Italia Serie C 1991-1992. Nel campionato del 1992-1993, le partite finirono 2-0 per il Vigor Lamezia e 1-2 per il Catanzaro. Nella stagione successiva (Serie C2 1992-1993) si incontrano a Lamezia 2-0 per la squadra di casa, e 1-2 per il Catanzaro nel suo stadio. Nella Coppa Italia Serie C 1993-1994 uno 0-0, nella Serie C il Catanzaro vince il doppio confronto. Dopo undici anni i due club si incontrano nella Serie C2 2006-2007, un pareggio e una vittoria per il Vigor Lamezia, nella Coppa Italia Serie C il Catanzaro vince 3-1.
|                                   | Gare | Vittorie Catanzaro | Pareggi | Vittorie Vigor Lamezia | Gol Catanzaro | Gol Vigor Lamezia |
| Serie C/Lega Pro                  | 4    | 1                  | 2       | 1                      | 4             | 4                 |
| Serie C2/L. Pro Seconda Divisione | 16   | 7                  | 4       | 5                      | 18            | 14                |
| Totale Campionato                 | 20   | 8                  | 6       | 6                      | 22            | 18                |
| Coppa Italia Serie C/Lega Pro     | 7    | 4                  | 2       | 1                      | 9             | 5                 |
| Totale Coppe                      | 7    | 4                  | 2       | 1                      | 9             | 5                 |
| Totale                            | 27   | 12                 | 8       | 7                      | 31            | 23                |

#### Lista dei risultati
| Stagione  | Competizione         | Incontro                 | A / R | A / R |
| --------- | -------------------- | ------------------------ | ----- | ----- |
| 1947-1948 | Serie C              | Catanzaro-Vigor Nicastro | 1-0   | 2-2   |
| 1991-1992 | Coppa Italia Serie C | Vigor Lamezia-Catanzaro  | 0-0   | 0-0   |
| 1991-1992 | Serie C2             | Catanzaro-Vigor Lamezia  | 1-1   | 0-0   |
| 1992-1993 | Serie C2             | Vigor Lamezia-Catanzaro  | 2-0   | 1-2   |
| 1993-1994 | Coppa Italia Serie C | Vigor Lamezia-Catanzaro  | 0-0   | 0-0   |
| 1993-1994 | Serie C2             | Vigor Lamezia-Catanzaro  | 1-2   | 0-3   |
| 2006-2007 | Coppa Italia Serie C | Vigor Lamezia-Catanzaro  | 1-3   | 1-3   |
| 2006-2007 | Serie C2             | Vigor Lamezia-Catanzaro  | 1-1   | 1-0   |
| 2007-2008 | Serie C2             | Catanzaro-Vigor Lamezia  | 1-2   | 2-2   |

| Stagione  | Competizione               | Incontro                | A / R | A / R |
| --------- | -------------------------- | ----------------------- | ----- | ----- |
| 2008-2009 | Coppa Italia Lega Pro      | Vigor Lamezia-Catanzaro | 2-1   | 2-1   |
| 2008-2009 | Lega Pro Seconda Divisione | Vigor Lamezia-Catanzaro | 0-2   | 0-1   |
| 2010-2011 | Lega Pro Seconda Divisione | Vigor Lamezia-Catanzaro | 1-0   | 1-2   |
| 2011-2012 | Coppa Italia Lega Pro      | Catanzaro-Vigor Lamezia | 1-0   | 1-0   |
| 2011-2012 | Lega Pro Seconda Divisione | Vigor Lamezia-Catanzaro | 1-0   | 0-1   |
| 2012-2013 | Coppa Italia Lega Pro      | Catanzaro-Vigor Lamezia | 2-1   | 2-1   |
| 2013-2014 | Coppa Italia Lega Pro      | Catanzaro-Vigor Lamezia | 2-1   | 2-1   |
| 2014-2015 | Lega Pro                   | Vigor Lamezia-Catanzaro | 2-1   | 1-1   |

### Cosenza-Rende
La sfida tra Cosenza e Rende è denominata "Derby del Campagnano", per via del torrente che divide le due città. Nonostante Cosenza e Rende siano due comuni diversi, questa sfida può considerarsi una vera e propria stracittadina, data l'estrema vicinanza e conurbazione tra i centri delle due città che formano un’unica area urbana. Seppure nel corso degli anni '80 si sono registrati momenti di tensione tra le due tifoserie, la partita è priva di una rivalità accesa, in quanto la maggioranza dei residenti di Rende è di fede cosentina.
Il primo derby in un campionato ufficiale si disputò nel 1978, in cui il Cosenza, in casa, si impose sui biancorossi per 1-0. L'ultimo confronto risale al 22 aprile 2018, data in cui il Rende espugnò clamorosamente il Marulla con il risultato di 0-3.
|                  | Gare | Vittorie Cosenza | Pareggi | Vittorie Rende | Gol Cosenza | Gol Rende |
| Serie C/Serie C1 | 8    | 1                | 6       | 1              | 2           | 4         |
| Serie C2         | 2    | 1                | 1       | 0              | 1           | 0         |
| Serie D          | 2    | 1                | 0       | 1              | 3           | 3         |
| Totale           | 12   | 3                | 7       | 2              | 6           | 7         |

#### Lista dei risultati
| Stagione  | Competizione | Incontro      | A / R | A / R |
| --------- | ------------ | ------------- | ----- | ----- |
| 1978-1979 | Serie C2     | Cosenza-Rende | 1-0   | 0-0   |
| 1980-1981 | Serie C1     | Cosenza-Rende | 0-0   | 0-0   |
| 1982-1983 | Serie C1     | Rende-Cosenza | 0-0   | 0-0   |
| 1983-1984 | Serie C1     | Cosenza-Rende | 1-1   | 1-0   |
| 2003-2004 | Serie D      | Rende-Cosenza | 0-1   | 3-2   |
| 2017-2018 | Serie C      | Rende-Cosenza | 0-0   | 3-0   |

### Vigor Lamezia-Vibonese
Altro Derby calabrese rilevante è quello che mette la Vigor Lamezia di fronte alla Vibonese.
Le due portacolori calabresi, separate soltanto da 30 chilometri di autostrada, si sono affrontate per oltre trenta volte, tra Serie C2, Serie D e Promozione.
Il primo derby tra le due compagini vide fronteggiare, nella stagione 1945-46, la Vibonese con l'allora Vigor Nicastro, che dopo il rinvio per impraticabilità del campo del Luigi Razza, alla prima giornata, conquistò la vittoria, nel recupero, per 2-3. Sono ben venti i precedenti che fanno riferimento ad incontri avvenuti nel campionato di Serie D, solo dieci invece si riferiscono al torneo di Lega Pro.
Le due squadre calabresi si sono affrontate di seguito dal 1984 al 1987, fino a quando poi la Vigor salì in C2 e non ha più incrociato la Vibonese sul suo cammino fino alla stagione 98-99, sempre in D.
Da allora ben sei stagioni di scontri fino alla nuova promozione-ripescaggio in C2 della Vigor nel 2004 e poi il ritrovo comune in C2 nel 2006.
Per quanto riguarda invece il bilancio degli incontri totali (a livello professionistico e dilettante) tra lametini ed ipponici, risultano nettamente in vantaggio i primi con dodici vittorie, di cui per tre volte per 3-1.
|                                   | Gare | Vittorie Vigor Lamezia | Pareggi | Vittorie Vibonese | Gol Vigor Lamezia | Gol Vibonese |
| Serie C2/L. Pro Seconda Divisione | 10   | 4                      | 5       | 1                 | 13                | 5            |
| Coppa Italia Serie C/Lega Pro     | 4    | 0                      | 0       | 4                 | 2                 | 8            |
| Totale Coppe                      | 4    | 0                      | 0       | 4                 | 2                 | 8            |
| Totale                            | 14   | 4                      | 5       | 5                 | 15                | 13           |

#### Lista dei risultati
| Stagione  | Competizione               | Incontro               | A / R | A / R |
| --------- | -------------------------- | ---------------------- | ----- | ----- |
| 2006-2007 | Coppa Italia Serie C       | Vigor Lamezia-Vibonese | 1-2   | 1-2   |
| 2006-2007 | Serie C2                   | Vigor Lamezia-Vibonese | 3-1   | 0-0   |
| 2007-2008 | Coppa Italia Serie C       | Vibonese-Vigor Lamezia | 3-0   | 3-0   |
| 2007-2008 | Serie C2                   | Vibonese-Vigor Lamezia | 1-0   | 1-1   |
| 2008-2009 | Coppa Italia Lega Pro      | Vibonese-Vigor Lamezia | 2-1   | 2-1   |
| 2008-2009 | Lega Pro Seconda Divisione | Vigor Lamezia-Vibonese | 0-0   | 0-0   |
| 2010-2011 | Lega Pro Seconda Divisione | Vibonese-Vigor Lamezia | 1-3   | 0-2   |
| 2011-2012 | Coppa Italia Lega Pro      | Vibonese-Vigor Lamezia | 1-0   | 1-0   |
| 2011-2012 | Lega Pro Seconda Divisione | Vibonese-Vigor Lamezia | 0-0   | 1-4   |